# The Cookies

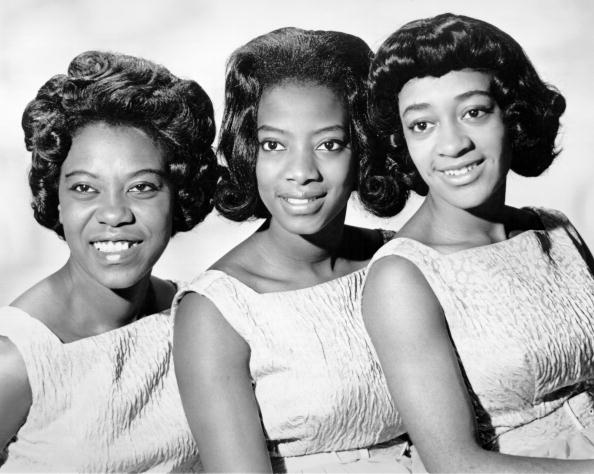
The Cookies, 1962

The Cookies war eine US-amerikanische Mädchen-Gesangsgruppe aus Brooklyn, NY, die in den 1960er-Jahren überwiegend als Background-Chor im "Brill-Building", New York aktiv war.

## Geschichte
Die Formation arbeitete insbesondere für Neil Sedaka und Carole King. Diese schrieb mit ihrem damaligen Ehemann Gerry Goffin den Hit The Loco-Motion für Little Eva – und die Cookies sangen im Hintergrund.
Das Team King/Goffin schrieb sodann einige Songs für die Cookies. Der erste Erfolg war der Titel Chains, der 1962 Platz 17 der US-Charts erreichte und von den "Beatles" nachgespielt wurde. Die nächste Single Don’t Say Nothin’ Bad (About My Baby) schaffte es 1963 unter die Top 10, und mit Girls Grow Up Faster Than Boys erreichte man 1964 abermals eine vordere Chartnotierung (33).
Earl-Jean McCree verließ danach die Gruppe, versuchte sich als Solistin und veröffentlichte unter anderem den Song I’m Into Something Good, der allerdings erst in der Fassung der Herman’s Hermits 1964 ein richtiger Hit werden sollte (UK Platz 1).
Die "Cookies" veröffentlichten auch Songs unter den Pseudonymen "Honey Bees", "Cinderellas", "Palisades" und "Stepping Stones".

## Mitglieder
- Dorothy Jones
- Margaret Ross
- Earl-Jean McCree

## Diskografie

### Singles
| Jahr | Titel Album                             | Höchstplatzierung, Gesamtwochen, AuszeichnungChartplatzierungen (Jahr, Titel, Album, Platzierungen, Wochen, Auszeichnungen, Anmerkungen) | Höchstplatzierung, Gesamtwochen, AuszeichnungChartplatzierungen (Jahr, Titel, Album, Platzierungen, Wochen, Auszeichnungen, Anmerkungen) | Höchstplatzierung, Gesamtwochen, AuszeichnungChartplatzierungen (Jahr, Titel, Album, Platzierungen, Wochen, Auszeichnungen, Anmerkungen) | Anmerkungen |
| Jahr | Titel Album                             | UK | US | R&B | Anmerkungen |
| ---- | --------------------------------------- | --- | --- | --- | ----------- |
| 1962 | Chains –                                | UK50 (1 Wo.)UK | US17 (12 Wo.)US | R&B6 (10 Wo.)R&B |             |
| 1963 | Don’t Say Nothin’ Bad (About My Baby) – | — | US7 (13 Wo.)US | R&B3 (10 Wo.)R&B |             |
| 1963 | Girls Grow Up Faster Than Boys –        | — | US33 (11 Wo.)US | R&B18 (7 Wo.)R&B |             |

Weitere Singles
- 1960: In Paradise
- 1963: Will Power
- 1964: I Never Dreamed